# Ṣ̱
Cette page contient des caractères spéciaux ou non latins. S’ils s’affichent mal (▯, ?, etc.), consultez la page d’aide Unicode.
Ṣ̱ (minuscule : ṣ̱), appelé S point souscrit et macron souscrit, est une lettre latine utilisée dans la romanisation de l’alphabet kharoshthi.

## Représentations informatiques
Le S point souscrit et macron souscrit peut être représentée avec les caractères Unicode suivants :
- précomposé (Latin étendu additionnel) :

| formes    | représentations | chaînes de caractères | points de code | descriptions                                                          |
| --------- | --------------- | --------------------- | -------------- | --------------------------------------------------------------------- |
| capitale  | Ṣ̱               | Ṣ◌̱                    | U+1E62 U+0331  | lettre majuscule latine s point souscrite diacritique macron souscrit |
| minuscule | ṣ̱               | ṣ◌̱                    | U+1E63 U+0331  | lettre minuscule latine s point souscrite diacritique macron souscrit |

- décomposé (latin de base, diacritiques) :

| formes    | représentations | chaînes de caractères | points de code       | descriptions                                                                     |
| --------- | --------------- | --------------------- | -------------------- | -------------------------------------------------------------------------------- |
| capitale  | Ṣ̱               | S◌̣◌̱                   | U+0053 U+0323 U+0331 | lettre majuscule latine s diacritique point souscrit diacritique macron souscrit |
| minuscule | ṣ̱               | s◌̣◌̱                   | U+0073 U+0323 U+0331 | lettre minuscule latine s diacritique point souscrit diacritique macron souscrit |